# Erpo von Bodenhausen
Erpo Freiherr von Bodenhausen foi um general alemão da Segunda Guerra Mundial tendo como principal destaque o comando da 12ª Divisão Panzer. Nasceu no Castelo de Arnstein, perto de Kassel em 12 de abril de 1897, cometeu suicídio em 9 de maio de 1945 perto de Grobina em Courland.

## Biografia
Erpo von Bodenhausen começou a sua carreira militar como um oficial cadete na infantaria em 1915 e encerrou a Primeira Guerra Mundial com a patente de Leutnant. Após permaneceu na cavalaria no período de entre-guerras, e se tornou o comandante de um batalhão do Kav.Schtz.Rgt. 8 no início da Segunda Guerra Mundial. Se tornou Oberstleutnant após Oberst em 17 de dezembro de 1941, subindo para Generalmajor em 20 de abril de 1943 e após para Generalleutnant em 1 de novembro daquele mesmo ano.
Durante este período, ele comandou o Schtz.Rgt. 28 (21 de dezembro de 1940), 23. Schtz.Brig. (28 de maio de 1942) e depois a 12ª Divisão Panzer (20 de abril de 1943), um posto que ele manteve simultaneamente com o comandante oficial do L Corpo de Exército em 12 de abril de 1945.
Ele cometeu suicídio em 9 de maio de 1945, perto de Grobina em Courland.

## Condecorações
- Wound Badge (1914)
  - Preto (27 de setembro de 1918)
- Cruz de Ferro 2ª Classe (12 de outubro de 1915)
- Cruz de Ferro 1ª Classe (6 de outubro de 1917)
- Cruz de Honra (1934)
- Badge de Feridos (1939)
  - Preto (27 de setembro de 1941)
  - Prata (?)
  - Ouro (?)
- Cruz de Ferro (1939) 2ª Classe (22 de setembro de 1939)
- Cruz de Ferro (1939) 1ª Classe (30 de setembro de 1939)
- Badge Panzer em Bronze (1 de novembro de 1940)
- Medalha da Frente Ocidental (3 de outubro de 1942)
- Cruz Germânica em Ouro (3 de janeiro de 1942)
- Cruz de Cavaleiro da Cruz de Ferro (15 de dezembro de 1943)
- Citado duas vezes na Wehrmachtbericht (18 de fevereiro de 1944 e 28 de dezembro de 1944)